# Theodoor Philip Mackay (1911-2001)
Theodoor Philip baron Mackay (Den Haag, 7 april 1911 - Heemstede, 16 januari 2001) was een Nederlandse burgemeester.

## Leven en werk
Mackay was een zoon van mr. Æneas baron Mackay (1872-1932) en jkvr. Hermina Clasina den Beer Poortugael (1874-1945). Hij was genoemd naar zijn grootvader Theodoor Philip Mackay, burgemeester, Tweede Kamerlid en voorzitter van de Algemene Rekenkamer.
Mackay was achtereenvolgens burgemeester van de gemeenten Rolde, Hengelo (Gld) en Voorst.
In 1953 leverde de formatie van een college van burgemeester en wethouders in de gemeente Rolde de nodige problemen op. Omdat Mackay stadse ideeën zou hebben en zijn eigen wensen zou willen vervullen zouden beide wethouders voldoende tegenspel moeten bieden. Om daar de juiste mensen voor te vinden was niet zo eenvoudig.
Mackay huwde op 27 november 1941 te Zeist met de in Boedapest geboren Zsófia Friderika Emme Ráthonyi Reusz (1910-1999); uit dit huwelijk werden een zoon en 3 dochters geboren. Hij was Ridder in de Orde van Oranje-Nassau.